# Тари (Папуа — Новая Гвинея)
Тари (англ. Tari) — город в центральной части Папуа — Новой Гвинеи, столица провинции Хела. 

## География
Расположен в 40 км от города Поргера, в 100 км от Маунт-Хагена и в 50 км от Менди, на высоте 2167 м над уровнем моря.

## Экономика
В последнее время в данном районе разрабатываются газовые месторождения. Тем не менее, восстановление экономики региона пока не сопровождается каким-либо улучшением инфраструктуры. По состоянию на 2013 год в городе Тари нет даже отделения банка.

## Население
По данным на 2013 год численность населения города составляла 15 413 человек. Население представлено преимущественно народом хули. 60 % населения безграмотны; серьёзной проблемой этих мест является алкоголизм.
Динамика численности населения города по годам:
| 2000  | 2013   |
| ----- | ------ |
| 8 186 | 15 413 |